# Anupam Tripathi
Anupam Tripathi (in hindī अनुपम त्रिपाठी, 아누팜 트리파티?, romanizzato: Anupam Teuripati; Nuova Delhi, 2 novembre 1988) è un attore indiano residente in Corea del Sud.
È apparso in numerose serie tv e film coreani. Il suo primo ruolo da protagonista è quello di Ali Abdul nella serie tv Squid Game (2021) ed è anche il ruolo che l'ha consacrato come attore conosciuto a livello globale.

## Biografia
Tripathi è nato a Nuova Delhi il 2 Novembre 1988 da una famiglia di classe medio borghese. Il suo interesse per la recitazione nasce dopo aver preso parte alla produzione teatrale di Spartaco, in cui interpretava uno schiavo. È stato parte del gruppo teatrale "Behroop" del drammaturgo Shahid Anwar dal 2006 al 2010.
Tripathi inizia a studiare canto e recitazione nel 2006. Intenzionato a frequentare la National School of Drama a New Delhi, finisce col trasferirsi in Corea del Sud nel 2010, dove frequenta il corso d'arte all'Università Nazionale di Belle Arti del Sud Corea (Korea National University of Arts) con una borsa di studio.
L'attore ha più volte menzionato la difficoltà iniziale ad adattarsi alle differenze linguistiche e culturali, diventando comunque fluente in Coreano in meno di due anni.

## Carriera
Tripathi ha cominciato a recitare in spettacoli teatrali e pubblicità Sud Coreane durante il terzo anno di università. La sua prima apparizione al cinema risale al 2014, nel film Gukjesijang (Ode to My Father) nei panni di un uomo senza nome dello Sri Lanka.
Ha avuto un ruolo minore come militante esperto di esplosivi nella guerra d'indipendenza Coreana nello spettacolo 불량청년, selezionato nella 36ª edizione del Seoul Theater Festival, ed ha avuto numerosi ruoli minori in serie televisive come Hospital Playlist (2020) ed in film come Space Sweepers (2021). Molti dei suoi ruoli fanno riferimento allo status di migrante lavoratore nella società coreana.
La prima apparizione di Tripathi come personaggio principale risale al ruolo del lavoratore pakistano irregolare Abul Ali nella serie tv originale targata Netflix, Squid Game (2021). Il regista Hwang Dong-hyuk ha sottolineato la difficoltà di reperire attori stranieri di alto calibro in Corea e che la ragione della scelta di Tripathi è dipesa fondamentalmente dalle sue capacità di recitare in maniera emozionale e la sua scioltezza nel parlare coreano. Dopo il successo internazionale della serie, il numero dei follower di Tripathi su Instagram ha subito un incremento sostanziale, passando da 10000 a 2.5 milioni di seguaci in pochi giorni.

## Vita privata
Tripathi parla Inglese, Hindi e Coreano fluentemente. Suo padre è morto nel 2017.
Tripathi sta attualmente completando il percorso di laurea magistrale in recitazione all'Università Nazionale di Belle Arti della Sud Corea.

## Filmografia

### Film
- Gukjesijang, regia di Yoon Je-kyoon (2014)
- The Phone, regia di Kim Bong-joo (2015)
- Asura: The City of Madness, regia di Kim Sung-su (2016)
- Luck Key, regia di Lee Gae-byok (2016)
- Heart Blackened, regia di Jung Ji-woo (2017)
- The Heartbeat Operator, regia di Jang Hee Min (2017)
- Girl Cops, regia di Jung Da-won (2019)
- Space Sweepers, regia di Jo Sung-hee (2021)
- The 8th Night, regia di Kim Tae-hyoung (2021)

### Televisione
- Hogu's Love – serie TV (2015)
- Siksyareul hapsida – serie TV (2015)
- Tae-yang-ui hu-ye – serie TV (2016)
- Geunyang saranghaneun sa-i – serie TV (2017)
- Revolutionary Love – serie TV (2017)
- Arthdal Chronicles – serie TV (2019)
- Strangers from Hell – serie TV (2019)
- Hospital Playlist – serie TV (2020)
- Taxi Driver – serie TV (2021)
- Squid Game ( 오징어게임?, Ojing-eo ge-imLR) – serie TV (2021)
- King the Land - Un sorriso sincero (킹더랜드?) – serie TV, episodi 7-8 (2023)